# 欧邦舍勒欧巴克
欧邦舍勒欧巴克（法語：Aubencheul-au-Bac，法語發音：[obɑ̃ʃœl o bak]）是法国上法蘭西大區北部省的一个市镇，属于康布雷区。

## 地理
欧邦舍勒欧巴克（50°15'24"N, 3°9'35"E）面积3.2 平方千米，位于法国上法蘭西大區北部省，该省份为法国最北部的省份及最长的省份，西北濒北海，西接加来海峡省，南至埃纳省和索姆省，东与比利时接壤。
与欧邦舍勒欧巴克接壤的市镇（或旧市镇、城区）包括：欧比尼欧巴克、埃皮努瓦、瓦西勒韦尔热、弗雷西。

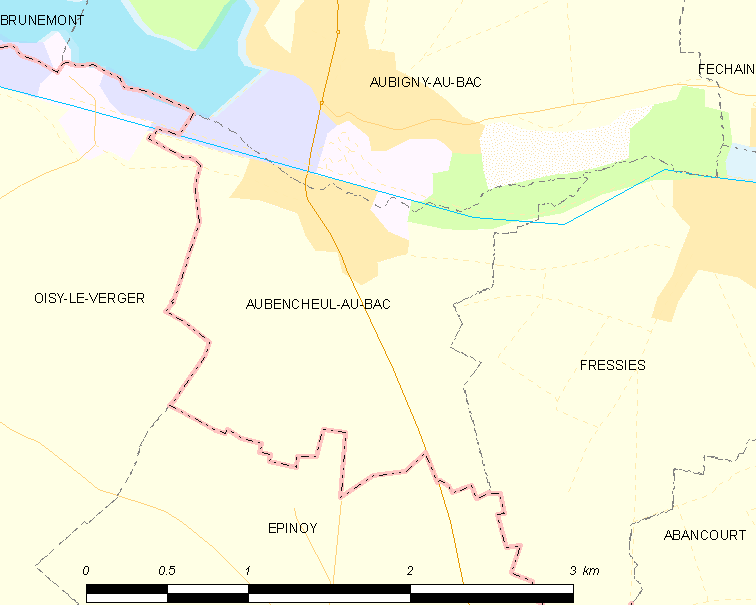
欧邦舍勒欧巴克的OSM定位图

欧邦舍勒欧巴克的时区为UTC+01:00、UTC+02:00（夏令时）。

## 行政
欧邦舍勒欧巴克的邮政编码为59265，INSEE市镇编码为59023。

## 政治
欧邦舍勒欧巴克所属的省级选区为康布雷县。

## 人口

1962-2008年间欧邦舍勒欧巴克人口变化图示

欧邦舍勒欧巴克于2022年1月1日时的人口数量为535人。